# مریم مشیری
مریم مشیری مجری ارشدی است که برای بی‌بی‌سی در بخش شبکهٔ خبری بی‌بی‌سی (که در بریتانیا و سراسر جهان پخش می‌شود) کار می‌کند.

## آغاز زندگی و تحصیلات
مشیری در سال ۲۰۰۰ با مدرک کارشناسی از کالج دانشگاهی لندن فارغ‌تحصیل شد. او سپس تحصیلات تکمیلی خود در رشتهٔ روزنامه‌نگاری سخن‌پراکنی را در کالج ارتباطات لندن به پایان رساند و در سال ۲۰۰۱ فارغ‌التحصیل شد.
خواهر او، نازنین مشیری، به‌عنوان خبرنگار اعزامی در الجزیره کار می‌کرد.

## کار
مشیری کار خود را به‌عنوان گزارشگر تجاری برای اخبار رادیویی مستقل در ژوئیه ۲۰۰۱ آغاز کرد و سپس در نوامبر به بی‌بی‌سی پیوست.
او ۱۶ سال به‌عنوان مجری اخبار تجاری در برخی از برنامه‌های تجاری شاخص بی‌بی‌سی کار کرد. مشیری همچنین اخبار صبح بی‌بی‌سی را از رادیو ۴ پخش می‌کرد و بولتن خبری ساعت ۲۰ شبکه بی‌بی‌سی ۱ را به عهده داشت. او همچنین مجری منظم اخبار تجاری بعدازظهر و عصر در بی‌بی‌سی نیوز (کانال خبری ۲۴ ساعته این شرکت) بود.
مشیری در سال ۲۰۱۹ به عنوان مجری اخبار ارشد در اخبار جهانی بی‌بی‌سی و بی‌بی‌سی نیوز مشغول به کار شد. او گوینده بسیاری از برنامه‌های شاخص کانال خبری جهانی بوده‌است. در فوریه ۲۰۲۳، اعلام شد که او کار خود را به‌عنوان مجری اصلی در کانال خبری جدید بی‌بی‌سی برای بینندگان بریتانیایی و بین‌المللی که در آوریل راه‌اندازی شد، ادامه خواهد داد. در مه ۲۰۲۳، او پوشش خبری بی‌بی‌سی از مسابقه آواز یوروویژن ۲۰۲۳ در لیورپول را به عهده داشت. 
در سال ۲۰۲۳ اعلام شد که یلدا حکیم بی‌بی‌سی را ترک می‌کند و به اسکای نیوز می‌پیوندد؛ سپس اعلام شد که مشیری مجری اصلی دیلی گلوبال را بر عهده می‌گیرد.
در ۶ دسامبر ۲۰۲۳، پیش از شروع یک برنامه خبری، تصویر او در حالی که انگشت وسط خود را به دوربین نشان می‌داد، پخش شد. او به همین دلیل عذرخواهی کرد و گفت که یک «شوخی خصوصی» با کارکنان بود.